# Фукс, Готфрид Эрик
Го́тфрид Э́рик Фукс (нем. Gottfried Erik Fuchs; 3 мая 1889, Карлсруэ — 25 февраля 1972, Монреаль, Квебек) — немецкий футболист, нападающий. Брат композитора Рихарда Фукса.

## Биография
Родился 3 мая 1889 года в Карлсруэ в еврейской семье. Начал играть в составе футбольной сборной Германии в возрасте 18 лет. Участвовал в футбольном турнире летних Олимпийских игр 1912 года, где стал лучшим бомбардиром, забив 10 мячей в двух матчах (причём все в игре со сборной Российской империи). Фукс был частью легендарного атакующего трио «Карлсруэ ФФ» с Фрицем Фердерером и Юлиусом Хиршем (убитым в Освенциме). Он был первым немецким игроком, забившим четыре гола в одном матче.
Фукс служил в немецкой армии во время Первой мировой войны в качестве артиллерийского офицера и был награждён Железным крестом. В 1928 году он с семьей переехал в Берлин.
После прихода нацистов к власти в Германии эмигрировал в Канаду.
Умер 25 февраля 1972 года.